# 罗克库尔布
罗克库尔布（法語：Roquecourbe，法語發音：[ʁɔk.kuʁb]）是法国奥克西塔尼大区塔恩省的一个市镇，属于卡斯特尔区。

## 地理
罗克库尔布（43°39'52"N, 2°17'28"E）面积16.65 平方千米，位于法国奧克西塔尼大區塔恩省，该省份为法国南部内陆省份，北起顺时针与阿韦龙省、埃罗省、奥德省、上加龙省和塔恩-加龙省接壤。
与罗克库尔布接壤的市镇（或旧市镇、城区）包括：比尔拉茨、卡斯特爾、拉克鲁泽特、蒙特勒东拉贝索涅、圣热尔米耶、圣让德瓦勒。

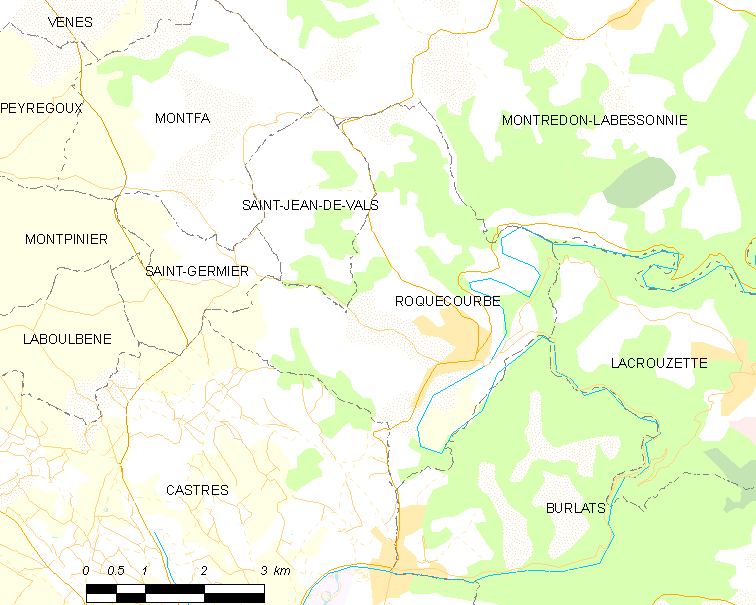
罗克库尔布的OSM定位图

罗克库尔布的时区为UTC+01:00、UTC+02:00（夏令时）。

## 行政
罗克库尔布的邮政编码为81210，INSEE市镇编码为81227。

## 政治
罗克库尔布所属的省级选区为卡斯特尔第二县。

## 人口

1962-2008年间罗克库尔布人口变化图示

罗克库尔布于2022年1月1日时的人口数量为2181人。